# Ломанов, Виктор Иванович
Виктор Иванович Ломанов (4 февраля 1953, Красноярск — 2 ноября 2024, Красноярск) — советский игрок в хоккей с мячом, тренер, мастер спорта СССР международного класса (1981), заслуженный тренер РСФСР (1986), заслуженный тренер СССР (1991), заслуженный работник физической культуры РФ (1998). Старший брат Сергея Ломанова.

## Биография
Родился в 1953 году в Красноярске. Заниматься хоккеем с мячом начал в 1962 году в детской команде «Бригантина», с 1965 года — в хоккейной школе «Енисея», с сезона 1969/1970 — в составе «Енисея».
Начал играть на позиции нападающего, в конце 1970-х годов перешёл на позицию центрального полузащитника.
В своём первом сезоне за «Енисей» провёл за команду одну игру в выездном матче против московского «Динамо» 10 марта 1970 года, в которой отметился забитым мячом.
В 1972—1974 годах выступал за СКА (Хабаровск), проходя в армейской команде срочную военную службу.
В 1974 году продолжил свои выступления за «Енисей». На протяжении многих лет был капитаном команды, дважды выигрывая чемпионат СССР и побеждая в Кубке европейских чемпионов. Всего за «Енисей» провёл 212 матчей, отметившись 63 забитыми мячами.
В декабре 1981 года преждевременно завершил свои выступления из-за хронической травмы спины и перешёл на тренерскую работу в качестве помощника главного тренера «Енисея» Юрия Непомнющего, в 1987—1989 годах — в тренерском штабе Владимира Янко.
В 1984—1987, 1989—1996 годах — главный тренер «Енисея», под руководством которого красноярская команда четыре раза побеждает в чемпионате СССР, дважды завоёвывает Кубок европейских чемпионов, Кубок мира.
Руководил сборной России, принимавшей участие в Международном турнире на призы Правительства России в 1992 году.
В 1992—1996 годах — генеральный директор ХК «Енисей», с 1996 года — на руководящих должностях в ЛД «Сокол» и СДЮСШОР по хоккею с шайбой.
Окончил Красноярский педагогический институт (1980).
Умер 2 ноября 2024 года в Красноярске в возрасте 71 года.

## Достижения
как игрок
- Чемпион СССР: 1980, 1981
- Бронзовый призёр чемпионата СССР: 1978
- Обладатель Кубка европейских чемпионов: 1980
- Чемпион СССР среди юношей: 1971
- Серебряный призёр чемпионата мира среди юниоров: 1972

как тренер
- Чемпион СССР: 1985, 1986, 1987, 1991
- Серебряный призёр чемпионата СССР: 1990
- Обладатель Кубка европейских чемпионов: 1986, 1989
- Финалист Кубка европейских чемпионов: 1984, 1985[5], 1991[5]
- Обладатель Кубка мира: 1984
- Финалист Кубка мира: 1985
- Серебряный призёр Международного турнира на призы Правительства России: 1992

## Статистика выступлений в чемпионатах СССР
| Сезон     | Клуб                | Чемпионат | Чемпионат |
| Сезон     | Клуб                | И         | М         |
| --------- | ------------------- | --------- | --------- |
| 1969/1970 | Енисей (Красноярск) | 1         | 1         |
| 1970/1971 | Енисей (Красноярск) | 16        | 2         |
| 1971/1972 | Енисей (Красноярск) | 21        | 3         |
| 1972/1973 | СКА (Хабаровск)     | 12        | 1         |
| 1973/1974 | СКА (Хабаровск)     | 13        | 2         |
| 1974/1975 | Енисей (Красноярск) | 26        | 12        |
| 1975/1976 | Енисей (Красноярск) | 24        | 8         |
| 1976/1977 | Енисей (Красноярск) | 24        | 3         |
| 1977/1978 | Енисей (Красноярск) | 26        | 16        |
| 1978/1979 | Енисей (Красноярск) | 25        | 7         |
| 1979/1980 | Енисей (Красноярск) | 25        | 7         |
| 1980/1981 | Енисей (Красноярск) | 19        | 4         |
| 1981/1982 | Енисей (Красноярск) | 5         | 0         |
| Всего     | 13 сезонов          | 237       | 66        |